# SN 1996ad
SN 1996ad – supernowa odkryta 9 maja 1996 roku w galaktyce A155905+1948. W momencie odkrycia miała maksymalną jasność 18,50m.